# Hands Up (пісня Merk & Kremont)
Hands Up - сингл італійського ді-джея Merk & Kremont, випущений 6 квітня 2018.
У вокальній частині був американський гурт DNCE.
Пісня увійшла в ротацію радіо влітку того ж року.

## Музичне відео
Музичний відеокліп був випущений 9 серпня 2018 на каналі ді-джея Vevo-YouTube.

## Чарти
| Чарт (2018)    | Найвища позиція |
| -------------- | --------------- |
| Італія         | 42              |
| Росія (Tophit) | 1               |